# Sitio de Calais
El sitio de Calais en el norte de Francia comenzó en 1346 hacia el inicio de lo que más tarde se llamaría la guerra de los Cien Años. El Rey Eduardo III de Inglaterra, quien reclamaba también el reino de Francia, derrotó a la armada francesa en Sluys en 1340, incursionó en Normandía, terminando finalmente en la batalla de Crécy en 1346. En este punto el ejército inglés no podía continuar sin suministros renovados, refuerzos y la ayuda de Flandes por lo que se retiraron hacia el norte. Las naves inglesas habían abandonado ya las costas de Normandía de regreso a Inglaterra por lo que el rey Eduardo tenía que tomar una puesto defendible en el que su ejército pudiera reagruparse y reabastecerse.
Calais era perfectamente apropiada para los propósitos del rey inglés. Era altamente defendible, con doble foso y muros que habían sido levantados hacía cien años. La ciudadela en la esquina noroccidental de la ciudad tenía su propio foso y fortificaciones adicionales. Adicionalmente, la ciudad se encontraba sobre el canal de la Mancha, lo que implicaba que una vez tomada, podría ser fácilmente reabastecida y defendida por mar. Desde luego, tan atractiva como podía ser para Eduardo de Inglaterra, por su posición defendible, la hacía muy difícil de tomar.

## El sitio
En septiembre de 1346, los hombres de Eduardo III se aproximaron a la ciudad e inmediatamente hicieron preparativos para un asedio. Los muros y fosos de la ciudad no iban a ser superados con facilidad. El sitio atrajo ayuda tanto de Inglaterra como de Flandes y mientras el rey Felipe (Felipe de Valois) de Francia no fue capaz de interferir las líneas de suministro inglesas y su ejército, tampoco Eduardo de Inglaterra pudo impedir los suministros a la población de Calais por parte de navegantes genoveses leales a Francia. Por más de dos meses el ejército inglés no logró mayores ganancias y la situación estaba estancada.
En noviembre fueron suministrados a los ingleses cañones, catapultas y escaleras largas pero los intentos de quebrar o escalar los muros siguieron fallando. En febrero, Eduardo desistió de sus intentos de atacar la ciudad y decidió dejarla morir de hambre. Un último convoy francés de suministros logró proveer a los ciudadanos, pero la armada inglesa repelió todos los demás intentos. Aun así, los ejércitos del rey Felipe no hicieron nada para acabar el asedio. En la primavera se sumaron refuerzos tanto a los ejércitos franceses como ingleses, pero Felipe no podía aspirar a derrotar a los atacantes pues se veían también favorecidos por la zona pantanosa que rodeaban a la ciudad.
En junio, el suministro de comida y de agua potable dentro de la ciudad era casi nulo. Un mes después, después de que otro convoy fuese hundido por la flota inglesa, 500 niños y ancianos fueron expulsados de la ciudad con la esperanza de que los hombres y mujeres saludables que quedaban pudieran sobrevivir. Los ingleses rehusaron la aproximación de estos exiliados, dejándolos morir de hambre justo frente a los muros de la ciudad.
El 1 de agosto la ciudad encendió fogatas en señal de que estaban listos para rendirse. Felipe destruyó el emplazamiento desde el cual su ejército planeaba atacar a los ingleses de tal forma que no cayera en manos enemigas. El rey Eduardo se dejó persuadir por sus consejeros de permitir vivir a los ciudadanos, así que tras otorgarles algunas provisiones les permitió abandonar la ciudad. Calais cayó bajo control inglés y permaneció así hasta 1558, otorgando a los ingleses una base para atacar Francia.